# L'abisme
L'abisme (títol original: The Deep) és una pel·lícula dels Estats Units, dirigida per Peter Yates, estrenada el 1977. Ha estat doblada al català.

## Argument
Una parella de submarinistes (Gail Berke i David Sanders) passen les seves idíl·liques vacances a les Bermudes i troben per casualitat les restes d'un vaixell de càrrega de la Segona Guerra Mundial que conté un tresor així com milers d'ampolles de morfina. Demanen ajuda a un caçador de tresors però són ràpidament amenaçats per la màfia local.

## Repartiment
- Robert Shaw: Romer Treece
- Jacqueline Bisset: Gail Berke
- Nick Nolte: David Sanders
- Louis Gossett, Jr.: Henri Cloche
- Eli Wallach: Adam Coffin
- Dick Anthony Williams: Slake

## Al voltant de la pel·lícula
- La cançó Down, Deep Inside composta per John Barry i interpretada per Donna Summer va ser nominada al Globus d'Or a la millor cançó original el 1978 .
- La pel·lícula va ser igualment nominada el mateix any a l'Oscar al millor so (Walter Goss, Dick Alexander, Tom Beckert i Robin Gregory) i al BAFTA a la millor fotografia (Christopher Challis).
- Els concursos de samarretes mullades tindrien l'origen en una aparició de Jacqueline Bisset en una escena al començament de la pel·lícula on se la veu nedar sota l'aigua, a continuació emergir portant un maillot de bany escotat i una samarreta mullada.